# 続・社長行状記
『続・社長行状記』（ぞく しゃちょうぎょうじょうき）は、1966年2月25日に東宝系で公開された日本映画。カラー。東宝スコープ。

## 概要
『社長シリーズ』第25作。
前作でフランスのチオール商会との技術提携で不況の既製服業界を無事乗り切った桑原サンライズ。本作では、好調時こそ現状に甘えず売り上げ増進のために栗原社長は、石川県金沢市に赴くが、そこで昔の恋人に似た女性と遭遇し、またも浮気の虫が出てしまうという設定。

## ストーリー
桑原サンライズ社長の彌一郎は、益々社運を発展させるべくフランスのチオール商会とさらなる提携で安くて魅力ある婦人既製服の販売を打診するが、チオール商会日本支配人・安中は、安くても品質を落としてはチオールのためにならないとなかなか首を縦に振らない。北陸の安価で生地がいいという福井レイヨンに行き品質、染色の仕上がりをみて契約するか決めたいという。かくして一行は、北陸の旅へ赴くことになる。しかし、安中の女性という女性を口説きまくるという性質の男で、秘書課長の小島の女房にもちょっかいを出す始末。ついに小島の堪忍袋が切れて安中と大喧嘩になる。金沢で旧四高時代の恋人によく似た若い女性とのアバンチュールを期待していた彌一郎の目論見はなくなるばかりか社運にも関わる一大事に慌てふためくのだった。

## スタッフ
- 製作：藤本真澄
- 脚本：笠原良三
- 監督：松林宗恵
- 撮影：鈴木斌
- 照明：石井長四郎
- 美術：村木忍
- 録音：斉藤昭
- 音楽：山本直純
- 編集：岩下広一
- スチール：吉崎松雄

## 出演者
- 栗原弥一郎：森繁久彌
- 栗原峰子：久慈あさみ
- 後藤貫十：加東大介
- 小島啓吾：小林桂樹
- 小島洋子：司葉子
- 小島てつ：英百合子
- 小島啓一：溝江千里
- 佐々又吉：三木のり平
- 安中類次：フランキー堺
- 町子：新珠三千代
- 花代：沢井桂子
- 原田伸子：原恵子
- 富岡：中村伸郎
- 中山：桐野洋雄
- ふみ子：浦山珠実

## ロケ地
- 片山津温泉
- 兼六公園
- 犀川

## 同時上映
『大菩薩峠』
- 原作：中里介山／脚本：橋本忍／監督：岡本喜八／主演：仲代達矢／東宝：宝塚映画作品